# The One (Kylie Minogue-låt)
The One är en låt framförd av Kylie Minogue från hennes tionde studioalbum X, utgivet 2007. Låten skrevs av Kylie Minogue, Richard Stannard, James Wiltshire, Russell Small, John Andersson, Johan Emmoth och Emma Holmgren och släpptes som albumets fjärde och sista officiella singel. Låten nådde plats nummer 36 på den brittiska singellistan. Även om den inte släpptes i USA valdes låten som en av de tio bästa poplåtarna 2008 av tidningen San Francisco Chronicle.

## Format och låtlista
Brittiska Promo CD
1. "The One" – 4:05
2. "The One" (Freemasons Edit) – 3:41

Brittisk iTunes singel
1. "The One" – 4:05
2. "The One" (Freemasons Vocal Club Mix) – 9:14

Australiska iTunes CD
1. "The One" – 4:05
2. "The One" (Freemasons Vocal Club Mix Edit) – 3:42
3. "The One" (Freemasons Vocal Club Mix) – 9:14